# Malinowski-Militärakademie der Panzertruppen
Die Malinowski-Militärakademie der Panzertruppen (russisch Военная Академия Бронетанковых Войск – Малиновского) war eine im Jahr 1932 gegründete militärische Hochschule in Moskau.

## Geschichte

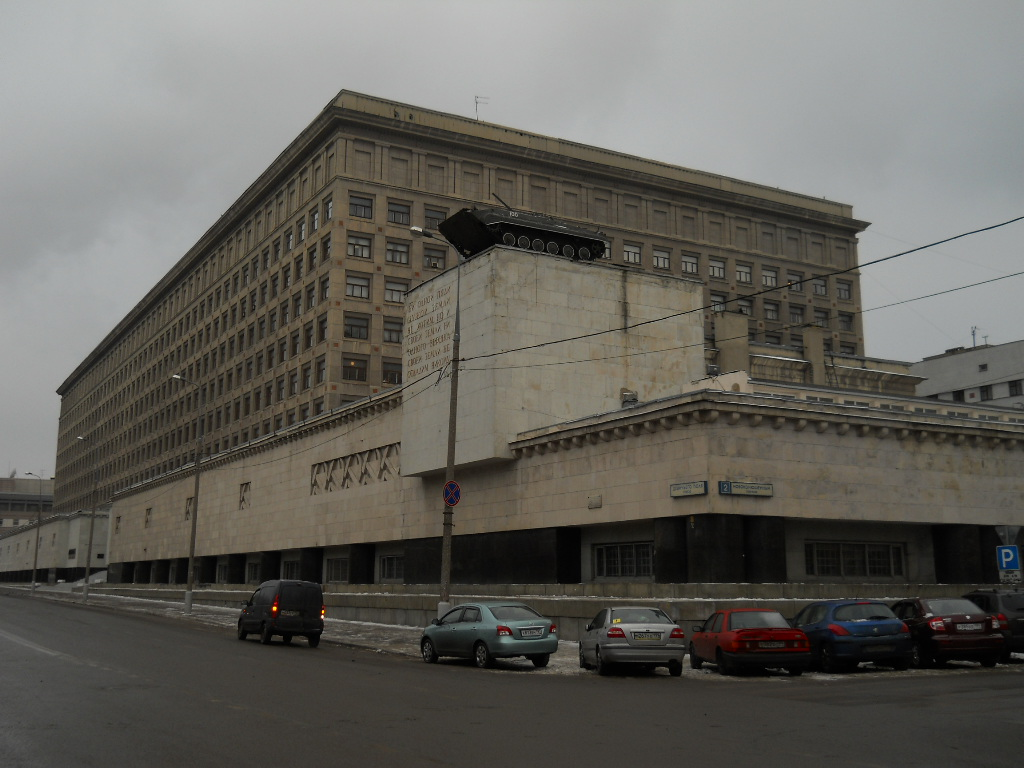
Akademiegebäude, Moskau 2010

Die Akademie wurde im Mai 1932 auf Beschluss des Rates für Arbeit und Verteidigung durch die Zusammenlegung der seit zwei Jahren bestehenden Fakultät für Mechanisierung und Motorisierung der Militärtechnischen Akademie „F. E. Dserschinski“ und des Moskauer Kraftfahrzeuginstituts „M. W. Lomonossow“ gegründet. Anfangs trug sie die Bezeichnung „Militärakademie für Mechanisierung und Motorisierung der Roten Arbeiter- und Bauernarmee“. Der Sitz der Akademie war in Moskau. 1933 wurde ihr der Name „I. W. Stalin“ verliehen, den sie bis 1961 trug. Neben der rein militärischen Ausbildung für Kommandeure und Stabsoffiziere lag ein Schwerpunkt auf der ingenieurtechnischen Ausbildung. Die Akademie war zudem das wissenschaftliche Zentrum für die Ausarbeitung der Probleme der Panzertechnik und des Gefechtseinsatzes der Panzertruppen.
Ende 1941 wurde die Akademie von Moskau nach Taschkent, Usbekistan, verlegt. Im April 1943 wurde sie in „Militärakademie der Panzer- und mechanisierten Truppen der Roten Armee“ umbenannt und gleichzeitig die Rückverlegung nach Moskau beschlossen.
Die Umbenennung in „Militärakademie der Panzertruppen“ erfolgte 1954. Der Ehrenname „Marschall der Sowjetunion R.J. Malinowski“ wurde der Akademie nach dessen Tod 1967 verliehen. Die Akademie wurde unter anderem 1941 mit dem Leninorden, 1965 mit dem Rotbannerorden und 1980 mit dem Orden der Oktoberrevolution ausgezeichnet.
Gemäß Beschluss der Regierung der Russischen Föderation Nr.: 10.009 vom 29. Oktober 1998 wurden die Malinowski-Militärakademie der Panzertruppen und die Allgemeine Militärakademie der Russischen Streitkräfte zusammengelegt.

## Namensgebung
Auszeichnungen
- Leninorden
- Orden der Oktoberrevolution
- Rotbannerorden

- Militärakademie Mechanisierung und Automatisierung der Roten Arbeiter und Bauernarmee – (russisch Военная академия механизации и моторизации РККА), erste Namensgebung 1932
- Militärakademie der Panzer – und Mechanisierten Truppe der Roten Armee – (russisch Военная ордена Ленина академия бронетанковых и механизированных войск Красной Армии имени И.В.Сталина), Umbenennung 17. April 1943
- Militärakademie der Panzertruppen ausgezeichnet mit dem Leninorden – (russisch Военная ордена Ленина академия бронетанковых войск), Umbenennung 30. Dezember 1961
- Malinowski-Militärakademie der Panzertruppen – (russisch Военная ордена Ленина Краснознаменная академия бронетанковых войск имени Маршала Советского Союза Малиновского Р.Я.), 1969

## Bekannte Absolventen
- Lothar Engelhardt (1973), deutscher Generalmajor und letzter Chef der NVA
- Gennadi Nikolajewitsch Troschew (1980), russischer Generaloberst und Befehlshaber in den Tschetschenienkriegen
- Alexander Pawlowitsch Lapin (1997), Generaloberst, Kommandeur der Gruppe Mitte beim russischen Überfall auf die Ukraine